# Carmel Budiardjo

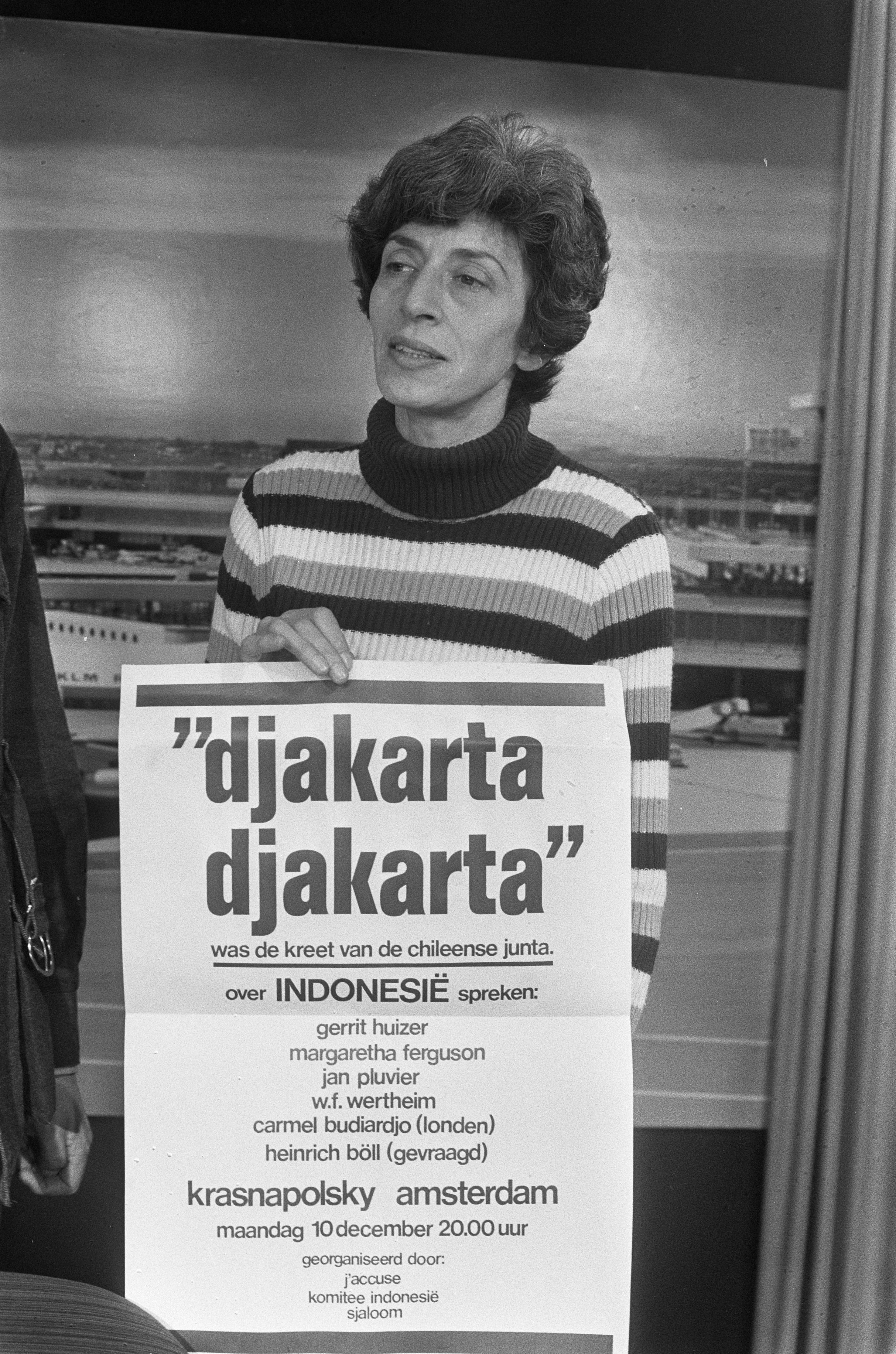
Carmel Budiardjo (1973)

Carmel Budiardjo (1925-) là nhà hoạt động cho nhân quyền người Anh, người sáng lập tổ chức Tapol và là người đoạt Giải thưởng Right Livelihood.

## Cuộc đời và Sự nghiệp
Carmel sinh tại London (Anh) năm 1925. Bà đậu bằng cử nhân kinh tế học năm 1946 ở Đại học London. Bà đã gặp và kết hôn với Suwondo (Bud) Budiardjo, một viên chức chính phủ Indonesia khi làm việc ở Praha (Tiệp Khắc) cho Liên đoàn Sinh viên quốc tế (International Union of Students),
Họ di chuyển về sống ở Indonesia năm 1951. Sau khi tướng Suharto nắm chính quyền năm 1965, chồng của bà đã bị bắt giam 12 năm trong nhà tù. Bản thân bà cũng bị tống giam 3 năm, rồi sau đó bị trục xuất về Anh sau khi được phóng thích vào năm 1971.
Khi trở về Anh, bà đã lập ra tổ chức Tapol (Tahanan Politik – Các tù nhân chính trị), để đấu tranh cho các tù nhân chính trị ở Indonesia. Tổ chức đã mở rộng các hoạt động của mình, và đã xuất sắc trong việc đưa ra thông tin về hoạt động quân sự và các vụ vi phạm nhân quyền ở Đông Timor, và Tây Papua. Tập san Tapol Bulletin là nguồn thông tin chủ yếu về tình trạng nhân quyền ở Indonesia dưới chế độ độc tài. Bà cũng là tác giả một số sách về nhân quyền và chính trị ở Indonesia.
Tổ chức Tapol vẫn còn hoạt động, và Carmel vẫn giữ vai trò quan trọng trong các hoạt động của tổ chức.

## Giải thưởng
Năm 1995 Carmel Budiardjo được trao tặng Giải thưởng Right Livelihood cho việc làm của bà, do sự đề cử của tổ chức International Federation for East Timor (Liên đoàn quốc tế cho Đông Timor).

## Tác phẩm
- Budiardjo, Carmel. "The Abuse of Human Rights in Indonesia" in W. A. Veenhoven ed. "Case studies on human rights and fundamental freedoms: a world survey", Volume 3. The Hague: Martinus Nijhoff, 1976.
- Budiardjo, Carmel and Liem Soei Liong. The War against East Timor. London: Zed Books Ltd, 1984. ISBN 0-86232-228-6.
- Budiardjo, Carmel and Liem Soei Liong. West Papua: The Obliteration of a People. Rev. ed. Thornton Heath, UK: TAPOL, the Indonesian Human Rights Campaign, 1988.
- Budiardjo, Carmel. "Surviving Indonesia's Gulag'. London: Casell 1996. ISBN 0-304-33562-2.